# 남희철
남희철(한국 한자: 南希撤, 1995년 5월 2일 ~ )은 대한민국의 축구 선수이며 포지션은 공격수이다.

## 클럽 경력
2017년 5월 10일 오후 7시(한국시간) 브리즈번과의 아시아챔피언스리그(ACL) 조별리그 E조 6차전 경기에 출전하여 프로 데뷔전을 치렀고, 후반 9분에 동점골을 기록하였다.

## 수상

### 클럽

#### 경주 한국수력원자력 축구단
- 내셔널리그
  - 우승 1회 : 2017